# Zasad (Kociper)
Zasad, s podnaslovom Drama iz življenja malega naroda, je drama, ki jo je napisal Stanko Kociper. Nastala je leta 1940 izdala pa jo je Cirilova tiskarna v Mariboru. Označena je kot eden njegovih takratnih agitatorskih govorov, prestavljenih v odrsko obliko.

## Osebe
- Ludvik Grdun, veleposestnik in narodni poslanec, vdovec
- Slavko, njegov sin
- Župnik
- Peter Šviga, učitelj
- Dora Kurentova, učiteljica
- Francka Ribičeva, sirota
- Janez Križan, študent
- Marko, Tina
- Draš, berač
- Fantje, dekleta, ljudstvo

## Vsebina

### 1. dejanje
V Zasad se iz zapora vrne študent Janez, čudi se, kako je vas spremenjena: orlovska društva prepovedana, po vasi neomejeno gospodari brezbožni Grdun, Šviga se mu hlapčevsko prilizuje, župnik je star in zbegan, ljudi je strah ... Francko še posebej, saj je sirota in je Grdun njen varuh, naduti Slavko pa kar naprej rine za njo. Janez od Draša izve, da je Grdun Franckin oče in mu napove boj brez milosti: ljudstvu je treba vrniti Boga in narod, da se zbudi in prerodi.

### 2. dejanje
Grdun hoče Francko posvojiti, da bi dobil njen grunt in njo za deklo. Francka si ne ve pomagati, zanaša se le na Marka, s katerim se imata rada, in na Janeza, ki ji je zvest prijatelj. Vendar jo celo zaslepljeni župnik svari pred njim, češ da je postal prevratnež in da se o  njem širijo grde govorice; Grdun in Šviga namreč hujskata Zasadčane, učiteljica Dora, jezna na Janeza, ker je ne mara več, pa župnika. Francko je strah, čuti, da fantje pripravljajo nekaj odločilnega: In res: medtem, ko ljudstvo poje orlovsko pesem in zahteva prosvetni dom nazaj, Janez razkrinka Grudna kot prešuštnika in morilca, saj je zlorabil Franckino mater, Franckin oče pa se je zaradi sramote obesil. Grdun se zlomi in prizna. Tedaj se razleže plat zvona, nekdo je zažgal prosvetni dom, vnamejo pa se tudi Grdunovi hlevi. Pri gašenju se Draš ponesreči, pred smrtjo Janezu pove, da je bil požigalec Slavko.

### 3. dejanje
Zasadčani so zgradili nov dom, Francka in Marko sta srečno poročena na gruntu, župnik se veseli novega, bogu dopadljivega življenja v vasi. Mladi se pripravljajo na slovesno odprtje doma, vabijo medse tudi Slavka, saj so zdaj vsi ena družina, po božji volji bratje. Slavko pa je mračen, popiva in grozi, očetova krivda je pretežko legla nanj: Grdun je bil v zločinski nepremišljenosti poteptal družino, zdaj se mu ruši njegova. Slavko v smrtnem sovraštvu tik pred proslavo zabode Janeza, nato pa se, zgrožen nad lastnim dejanjem, obesi. Janez bolečino premaga, pride na proslavo in spregovori sovaščanom: Zasad doživlja vstajenje, izkoreninjenci so pregnani, narod je vso smrdečo navlako izpljunil iz svoje srede, zdaj si v žrtvah in ljubezni gradi srečno prihodnost. Naša pot gre od tod samo naprej, s pesmijo na ustih. Zasad je zmagal ... Vsi stoje in slovesno poprimejo orlovsko himno.

## Objava in uprizoritve
Drama Zasad je prva Kociprovo delo, ki je izšlo v knjižni obliki. Uprizorjena je bila na domačem odru pri Sv. Miklavžu pri Ormožu.